# 馮葉
馮葉（？—？），字子奕，號承庵，浙江寧波府慈谿縣人，軍籍，明朝政治人物。

## 生平
浙江鄉試第十七名舉人。嘉靖三十二年（1553年）中式癸丑科二甲第五十八名進士。改翰林院庶吉士，三十四年十月授户科给事中，守制，卒。

## 家族
曾祖馮厚，淮府長史進階朝議大夫贊治少尹；祖父馮鍊，驛丞；父馮光國，縣丞。母鄭氏。兄冯楘（生员）、冯棻（礼部儒士）、弟冯樂、冯檠、冯渠，俱生员。